# Dicranomyia (Peripheroptera) cochabambae
Dicranomyia (Peripheroptera) cochabambae is een tweevleugelige uit de familie steltmuggen (Limoniidae). De soort komt voor in het Neotropisch gebied.